# Володкович, Ян Генрик
Ян Генрих Володкович (пол. Jan Henryk Wołodkowicz; 17 сентября 1765, Сенно, ВКЛ — 6 августа 1825, Санкт-Петербург) — граф, бригадный генерал французской армии (1799) и армии Герцогства Варшавского.

## Биография
Представитель литовского шляхетского рода Володковичей герба «Радван». Родился 17 сентября 1765 года в Сенно в семье стольника минского Юзефа Володковича и его супруги Регины Брониц.
Служил в Армии Литовской, принимал участие в Русско-польской войне 1792 года, причём 11 июня 1792 года в сражении под Миром его эскадрон обратился в бегство под сильным артиллерийским огнём противника. 
Участвовал в восстании Костюшко (1794). После подавления восстания уехал во Францию и в 1796 году поступил на французскую службу, сражался в Италии. Радикальный республиканец, не доверявший Наполеону Бонапарту, Володкович боролся с Яном Генрихом Домбровским за руководящую роль в Польских легионах. С 1799 года — бригадный генерал.
В 1806 году, во время Войны четвёртой коалиции, Володкович был назначен командиром 2-го Северного Польского легиона, состоявшего в основном из поляков, дезертировавших из прусской армии. Когда Домбровский заболел во время осады Данцига, Володкович временно заменил его, но только на день, так как его не утвердил Наполеон. В дальнейшем сражался против прусских партизан майора Фердинанда фон Шилля в Померании. 
Когда была создана армия Герцогства Варшавского, Володкович вступил в неё с чином бригадного генерала, но, из-за конфликтных отношений с Наполеоном, никакого назначения не получил. Большую часть времени проводил в своих поместьях, расположенных на русской территории, в Литве. Весной 1812 года Володкович был арестован в России, как предполагаемый французский шпион и был освобождён только по окончании Наполеоновских войн.
После освобождения Володкович отправился в Санкт-Петербург, чтобы хлопотать о возвращении ему конфискованных имений. Скончался в Санкт-Петербурге, не выдержав тягот  российской бюрократии. Был похоронен в Смоленске. 

## Семья
Ян Генрик Володкович был дважды женат. Первый раз, с 29 июня 1792 года, на Анне Малгоржете Фергюссон-Теппер, дочери банкира Людвига-Вильгельма Теппера де Фергюссона, от которой имел сына Юзефа (1796—1812), убитого в сражении под Смоленском летом 1812 года в рялах французской армии. Этот брак закончился разводом в 1796 году. 
Второй раз женился в 1803 году на  Марии-Терезе Лассере (Lasseray), от которой имел сына Александра Генриха (1805—1875).

## Награды
- Орден Святого Станислава (Речь Посполитая, 1793 год)[1]
- Командор ордена Почетного легиона (отказался от награды)[2].

## Масонство
Ян Генрик Володковича был членом масонской ложи «Храм Исиды».